# Campionati del mondo Ironman del 2019
L'edizione dei Campionati del Mondo di Ironman del 2019 si è tenuta in data 12 ottobre a Kailua-Kona, Hawaii.
Tra gli uomini ha vinto per la terza volta - dopo le edizioni del 2015 e del 2016 - il tedesco Jan Frodeno, mentre tra le donne si è laureata campionessa del mondo ironman la tedesca Anne Haug.
Per la Germania si tratta della decima vittoria tra gli uomini, la sesta consecutiva, e del primo alloro femminile.
Si è trattata della 43ª edizione dei campionati mondiali di Ironman, che si tengono annualmente dal 1978 con una competizione addizionale che si è svolta nel 1982. I campionati sono organizzati dalla World Triathlon Corporation (WTC).

## Ironman Hawaii - Classifica

### Uomini
| Pos. | Tempo    | Nome             | Paese         | Ripartizione tempi | Ripartizione tempi | Ripartizione tempi | Ripartizione tempi | Ripartizione tempi |
| Pos. | Tempo    | Nome             | Paese         | Nuoto              | T1                 | Bici               | T2                 | Corsa              |
| ---- | -------- | ---------------- | ------------- | ------------------ | ------------------ | ------------------ | ------------------ | ------------------ |
|      | 07:51:13 | Jan Frodeno      | Germania      | 00:47:31           | 01:58              | 04:16:02           | 02:59              | 02:42:43           |
|      | 07:59:41 | Tim O'Donnell    | Stati Uniti   | 00:47:38           | 02:01              | 04:18:11           | 02:06              | 02:49:45           |
|      | 08:02:04 | Sebastian Kienle | Germania      | 00:52:17           | 02:12              | 04:15:04           | 02:35              | 02:49:56           |
| 4    | 08:02:52 | Ben Hoffman      | Stati Uniti   | 00:51:01           | 02:25              | 04:24:01           | 02:17              | 02:43:08           |
| 5    | 08:06:41 | Cameron Wurf     | Australia     | 00:52:25           | 02:07              | 04:14:44           | 02:22              | 02:55:03           |
| 6    | 08:07:46 | Joe Skipper      | Regno Unito   | 00:52:28           | 02:29              | 04:16:18           | 03:01              | 02:53:30           |
| 7    | 08:08:48 | Braden Currie    | Nuova Zelanda | 00:47:41           | 01:56              | 04:30:30           | 02:16              | 02:46:25           |
| 8    | 08:10:29 | Philipp Koutny   | Svizzera      | 00:52:20           | 02:06              | 04:15:14           | 02:59              | 02:57:50           |
| 9    | 08:12:27 | Bart Aernouts    | Belgio        | 00:57:03           | 02:05              | 04:19:47           | 02:24              | 02:51:08           |
| 10   | 08:13:37 | Chris Leiferman  | Stati Uniti   | 00:52:29           | 02:15              | 04:24:20           | 02:14              | 02:52:19           |

### Donne
| Pos. | Tempo    | Nome                 | Paese       | Ripartizione tempi | Ripartizione tempi | Ripartizione tempi | Ripartizione tempi | Ripartizione tempi |
| Pos. | Tempo    | Nome                 | Paese       | Nuoto              | T1                 | Bici               | T2                 | Corsa              |
| ---- | -------- | -------------------- | ----------- | ------------------ | ------------------ | ------------------ | ------------------ | ------------------ |
|      | 08:40:10 | Anne Haug            | Germania    | 00:54:09           | 02:02              | 04:50:17           | 02:35              | 02:51:07           |
|      | 08:46:44 | Lucy Charles-Barclay | Regno Unito | 00:49:02           | 02:05              | 04:47:20           | 02:18              | 03:05:59           |
|      | 08:48:13 | Sarah Crowley        | Australia   | 00:54:05           | 02:11              | 04:50:13           | 02:24              | 02:59:20           |
| 4    | 08:51:42 | Laura Philipp        | Germania    | 00:59:03           | 02:27              | 04:45:04           | 02:57              | 03:02:11           |
| 5    | 08:54:44 | Heather Jackson      | Stati Uniti | 00:59:12           | 02:17              | 04:46:45           | 02:13              | 03:04:17           |
| 6    | 08:55:33 | Kaisa Sali           | Finlandia   | 00:59:14           | 02:11              | 04:53:53           | 02:57              | 02:57:18           |
| 7    | 08:58:38 | Corinne Abraham      | Regno Unito | 01:02:46           | 02:31              | 04:51:15           | 02:38              | 02:59:28           |
| 8    | 08:58:40 | Carrie Lester        | Australia   | 00:54:15           | 02:22              | 04:50:01           | 02:25              | 03:09:37           |
| 9    | 09:08:30 | Daniela Saemmler     | Germania    | 00:59:06           | 02:06              | 04:45:08           | 02:38              | 03:19:32           |
| 10   | 09:09:06 | Linsey Corbin        | Stati Uniti | 00:59:09           | 02:55              | 05:00:25           | 02:47              | 03:03:50           |

## Ironman - Risultati della serie

### Uomini
| Evento                    | Oro                   | Tempo    | Argento               | Tempo    | Bronzo                 | Tempo    |
| African Championship      | Ben Hoffman           | 07:34:19 | Nils Frommhold        | 07:40:12 | Michael Weiss          | 07:42:35 |
| Malaysia                  | Javier Gómez          | 08:18:59 | Philipp Koutny        | 08:24:19 | Thiago Vinhal          | 08:31:16 |
| Taiwan                    | Taihei Kamiya         | 09:27:10 | Boss Hsieh            | 09:33:21 | Harrison Belfield      | 09:38:02 |
| Kärnten                   | Daniel Bækkegård      | 08:14:26 | Stenn Goetstouwers    | 08:25:53 | David Plese            | 08:25:59 |
| Barcelona                 | Florian Angert        | 07:45:05 | Frederik Van Lierde   | 07:53:25 | Nicholas Kastelein     | 07:57:32 |
| Copenhagen                | Philipp Herber        | 08:19:14 | Lars Dyrholm          | 08:22:31 | Jacob Aagaard Ernst    | 08:28:37 |
| Emilia Romagna            | Cameron Wurf          | 07:46:54 | Jaroslav Kovacic      | 08:03:11 | Giulio Molinari        | 08:08:09 |
| European Championship     | Jan Frodeno           | 07:56:02 | Sebastian Kienle      | 08:00:01 | Franz Loeschke         | 08:17:24 |
| France                    | James Cunnama         | 07:16:16 | Kevin Rundstadler     | 07:23:43 | Frederik Van Lierde    | 07:27:09 |
| Hamburg                   | Kristian Hogenhaug    | 08:11:26 | Ruedi Wild            | 08:16:34 | Paul Schuster          | 08:24:25 |
| Haugesund                 | Knut Ole Thoreplass   | 09:01:38 | Karsten Schütt        | 09:08:04 | Heiko Sepp             | 09:09:59 |
| Cork                      | Alistair Brownlee     | 07:49:20 | Bryan Mccrystal       | 07:51:19 | Markus Thomschke       | 07:58:46 |
| Kalmar                    | Boris Stein           | 07:49:14 | Denis Chevrot         | 07:51:00 | Mathias L. Petersen    | 07:52:29 |
| Lanzarote                 | Frederik Van Lierde   | 08:51:16 | Christian Kramer      | 08:56:08 | Emilio Aguayo Munoz    | 09:00:55 |
| Thun                      | Jan Van Berkel        | 08:17:04 | Sven Riederer         | 08:24:07 | Cyril Viennot          | 08:31:03 |
| Tallinn                   | Mikal Iden            | 08:19:54 | Rauno Pikkor          | 08:49:53 | Mihai Vigariu          | 08:54:02 |
| UK                        | Brian William Fogarty | 09:27:12 | Francesco Masciarelli | 09:38:05 | Lukas Siska            | 09:44:52 |
| Vichy                     | Luc Gabison           | 08:42:51 | Tim Brydenbach        | 08:49:55 | Boris Dessenoix        | 08:57:53 |
| Vitoria-Gasteiz           | Eneko Llanos          | 07:55:16 | Josh Amberger         | 08:06:55 | Peru A. San Ildefonso  | 08:08:02 |
| Wales                     | Arnaud Guilloux       | 08:48:06 | Maximilian Hammerle   | 08:57:58 | Fabian Rahn            | 09:00:09 |
| Arizona                   | Jan Stepinski         | 08:42:38 | Sarah Crowley         | 08:49:37 | Samuel Wenger          | 08:50:38 |
| Penticton                 | Raynard Picard        | 09:09:26 | James Curran          | 09:13:44 | Reid Foster            | 09:14:02 |
| Chattanooga               | Sam Long              | 08:22:21 | Matt Russell          | 08:31:49 | Nicholas Chase         | 08:49:30 |
| Florida                   | Joe Skipper           | 07:46:28 | Ben Hoffman           | 07:48:29 | Andrew Starykowicz     | 07:56:32 |
| Louisville                | Eric Engel            | 07:51:46 | Justin Herrick        | 07:53:53 | Jerome Marechal        | 07:58:50 |
| Lake Placid               | Matt Russell          | 08:27:57 | Joe Gambles           | 08:33:26 | Marc Duelsen           | 08:37:01 |
| Maryland                  | Quentin De Vos        | 08:46:35 | David Morris          | 08:47:40 | Bradley Fleming        | 08:53:09 |
| Mont-Tremblant            | Cody Beals            | 07:58:34 | Lionel Sanders        | 08:05:38 | Nathan Killam          | 08:29:15 |
| Santa Rosa                | Jan Stepinski         | 08:51:27 | Robin Schneider       | 08:56:47 | Lucas Pozzetta         | 08:59:07 |
| Texas                     | Patrik Nilsson        | 07:50:55 | David Plese           | 08:01:50 | Andrew Starykowicz     | 08:03:53 |
| Wisconsin                 | Emilio Aguayo Munoz   | 08:34:20 | Markus Thomschke      | 08:38:24 | Kevin Portmann         | 08:50:15 |
| Australia                 | Cameron Wurf          | 08:06:17 | Tim Reed              | 08:09:50 | Denis Chevrot          | 08:16:05 |
| Western Australia         | Alistair Brownlee     | 07:45:20 | Matt Burton           | 07:55:40 | Tim Van Berkel         | 08:00:26 |
| New Zealand               | Mike Phillips         | 08:05:08 | Andrew Starykowicz    | 08:07:32 | Braden Currie          | 08:09:04 |
| Asia-Pacific Championship | Braden Currie         | 08:04:19 | Tim Van Berkel        | 08:23:48 | David Dellow           | 08:32:11 |
| Brazil                    | Andy Potts            | 08:02:57 | Will Clarke           | 08:06:30 | Frank Silvestrin Souza | 08:10:19 |
| Cozumel                   | Tyler Butterfield     | 07:44:01 | Michael Weiss         | 07:47:12 | Mario De Elias         | 07:52:02 |

### Donne
| Evento                    | Oro                  | Tempo      | Argento                 | Tempo      | Bronzo                  | Tempo      |
| African Championship      | Lucy Charles-Barclay | 08:35:31   | Gurutze Frades          | 08:40:47   | Annah Watkinson         | 08:43:18   |
| Malaysia                  | Tessa Kortekaas      | 09:43:20   | Naomi Washizu           | 09:52:01   | Simona Krivankova       | 09:59:28   |
| Taiwan                    | Nijina Magosaki      | 11:08:32   | Mandy Tik               | 11:34:34   | Autilia Stapper         | 11:37:15   |
| Kärnten                   | Daniela Ryf          | 08:52:20   | Bianca Steurer          | 09:18:55   | Heini Hartikainen       | 09:44:48   |
| Barcelona                 | Sara Svensk          | 08:34:10   | Laura Zimmermann        | 08:49:12   | Katrien Verstuyft       | 08:58:10   |
| Copenhagen                | Anne Haug            | 08:31:32   | Camilla Pedersen        | 08:49:23   | Maja Stage-Nielsen      | 09:02:49   |
| Emilia Romagna            | Carolin Lehrieder    | 08:48:23   | Jenny Schulz            | 08:56:39   | Mareen Hufe             | 09:02:12   |
| European Championship     | Skye Moench          | 09:15:31   | Imogen Simmonds         | 09:26:01   | Jen Annett              | 09:36:25   |
| France                    | Carrie Lester        | 08:05:20   | Tine Deckers            | 08:09:18   | Manon Genêt             | 08:14:01   |
| Hamburg                   | Susie Cheetham       | 08:58:02   | Sarah Piampiano         | 09:00:42   | Julia Gajer             | 09:09:39   |
| Haugesund                 | Mikaela Holmberg     | 10:25:52   | Kaja W. Bergwitz-Larsen | 10:37:33   | Frida Hedman            | 10:38:21   |
| Cork                      | Emma Bilham          | 08:50:18   | Pleuni Hooijman         | 09:19:50   | Amanda Wendorff         | 09:28:32   |
| Kalmar                    | Erika Lilley         | 11:39:02   | Johanna Holmberg        | 11:39:32   | Nicola Heddy            | 11:39:39   |
| Lanzarote                 | Nikki Bartlett       | 09:59:10   | Maja Stage-Nielsen      | 10:03:41   | Lenny Ramsey            | 10:10:48   |
| Thun                      | Katrin Esefeld       | 09:50:36   | Stefanie Kuhnert        | 09:59:04   | Daniela Schwarz         | 10:02:19   |
| Tallinn                   | Corinne Abraham      | 08:55:22   | Kristin Liepold         | 09:04:08   | Kimberley Morrison      | 09:04:23   |
| UK                        | Emma Wardall         | 10:39:47   | Kelly Warrington        | 11:02:14   | Emily Freeman           | 11:18:39   |
| Vichy                     | Helga Sibick         | 09:50:21   | Alice Meignié           | 10:01:31   | Lies Vermont            | 10:13:25   |
| Vitoria-Gasteiz           | Heather Jackson      | 08:52:10   | Nina Derron             | 09:05:33   | Judith C. Vacquero      | 09:13:37   |
| Wales                     | Simone Mitchell      | 09:41:52   | Manon Genêt             | 09:52:28   | Laura Siddall           | 09:59:36   |
| Arizona                   | Sarah Crowley        | 08:49:37   | Heather Jackson         | 08:55:49   | Meredith Kessler        | 09:05:35   |
| Penticton                 | Heather Wurtele      | 09:20:41   | Jen Annett              | 09:27:43   | Kelsey Withrow          | 09:38:28   |
| Chattanooga               | Angela Naeth         | 09:18:45   | Lisa Roberts            | 09:22:31   | Lenny Ramsey            | 09:27:16   |
| Florida                   | Jacqui Giuliano      | 09:21:17   | Ashley Lasalle          | 09:30:28   | Katie Colville          | 09:44:08   |
| Louisville                | Jennifer Spieldenner | 08:43:22   | Michaela Herlbauer      | 08:45:28   | Lisa Roberts            | 08:46:14   |
| Lake Placid               | Kirsten Schut        | 10:01:14.0 | Elise Portugal          | 10:24:28.0 | Elizabeth Lieberman     | 10:38:08.0 |
| Maryland                  | Meghan Fillnow       | 09:37:23.0 | Miranda Tomenson        | 09:46:48.0 | Rocio Rodriguez Vallejo | 10:03:47.0 |
| Mont-Tremblant            | Carrie Lester        | 08:48:26   | Sarah True              | 09:04:31   | Jodie Robertson         | 09:16:16   |
| Santa Rosa                | Ailsa MacDonald      | 10:16:42   | Barbara Perkins         | 10:17:01   | Cat Heidrich            | 10:17:31   |
| Texas                     | Daniela Ryf          | 08:37:48   | Jocelyn Mccauley        | 08:39:41   | Jeanni Seymour          | 08:58:03   |
| Wisconsin                 | Linsey Corbin        | 09:13:34   | Melanie Mcquaid         | 09:29:17   | Bruna Mahn              | 09:49:37   |
| Australia                 | Laura Siddall        | 09:11:58   | Caroline Steffen        | 09:17:28   | Kelsey Withrow          | 09:19:11   |
| Western Australia         | Teresa Adam          | 08:38:42   | Sarah Piampiano         | 08:42:57   | Gurutze Frades          | 08:49:40   |
| New Zealand               | Jocelyn Mccauley     | 08:53:10   | Teresa Adam             | 09:05:32   | Meredith Kessler        | 09:12:03   |
| Asia-Pacific Championship | Teresa Adam          | 08:48:33   | Sarah Crowley           | 08:53:37   | Kaisa Sali              | 08:53:51   |
| Brazil                    | Sarah Piampiano      | 08:40:48   | Pamella Oliveira        | 09:03:46   | Bruna Mahn              | 09:16:55   |
| Cozumel                   | Carrie Lester        | 08:38:41   | Maja Stage-Nielsen      | 08:52:26   | Michelle Vesterby       | 08:56:12   |